# 摩擦感度
摩擦感度是表示物質在爆炸之前，可以允許摩擦的程度。例如硝化甘油的摩擦感度很高，表示輕微的摩擦就可能造成劇烈爆炸。目前還無法精確表示讓一物質爆炸，所需要摩擦的量，不過一般會用在物質爆炸之前，給施加的摩擦力以及持續的時間為準，也有直接用摩擦力表示的。目前量測摩擦感度的方式有很多種，其特徵是針對不同大小範圍的不同層面，而且各炸藥之間大小和摩擦感度之間的關係也不同。
以下是一些化合物的摩擦感度：乾燥的乙炔铜摩擦感度为0.1 N，摩擦感度很高，很容易引爆。而5-氨基四唑硝酸盐摩擦感度大於360 N，摩擦感度低，不易引爆。